# Piper Gilles
Piper Gilles (* 16. Januar 1992 in Rockford, Illinois, Vereinigte Staaten) ist eine US-amerikanisch-kanadische Eistänzerin, die seit 2011 bei internationalen Wettkämpfen für Kanada startet. Zusammen mit Paul Poirier gewann sie die Vier-Kontinente-Meisterschaften 2024. 2021 und 2023 gewannen sie jeweils die Bronzemedaille bei den Weltmeisterschaften.

## Leben
Gilles lief ab Januar 2003 mit Timothy McKernan, mit dem sie bei den US-Juniorenmeisterschaften 2007 den dritten und 2008 den zweiten Platz ertanzte. Am 22. Mai 2008 beendeten sie ihre Partnerschaft. Im darauffolgenden Sommer bildete sie mit Zachary Donohue ein Team; mit ihm debütierte sie am 21. September 2008 auf internationaler Ebene. Sie gewannen den Bewerb der „ISU Junior Grand Prix“-Serie im tschechischen Ostrava. Bei den US-Juniorenmeisterschaften 2009 belegten sie den dritten Rang. Doch im Mai 2010 gab das Eistanzpaar seine Trennung bekannt. Gilles nahm daraufhin ein Jahr Pause vom Wettkampfgeschehen.
Am 27. Juli 2011 bildete sie mit dem Kanadier Paul Poirier ein Paar, doch Gilles benötigte noch vom US-Eiskunstlaufverband die Erlaubnis, ab diesem Zeitpunkt für Kanada laufen zu dürfen, ohne die sie nicht an internationalen Wettkämpfen hätte teilnehmen können. Gilles und Poirier trainierten im Scarboro Figure Skating Club in Scarborough, Ontario, unter ihrer Trainerin Carol Lane. 2012 erreichten sie bei den kanadischen Meisterschaften Rang drei. Im selben Jahr gewannen sie die „US Classics“ der „ISU Challenger Series“ in Salt Lake City.
Piper Gilles wurde während der Saison 2013/14 kanadische Staatsbürgerin, um auch bei Olympischen Spielen für Kanada an den Start gehen zu dürfen. Weil sie nur vierte bei den kanadischen Landesmeisterschaften wurde, verpasste sie aber die Teilnahme in Sotschi 2014. In derselben Saison gewann Gilles aber mit Poirier die Silbermedaille bei den Vier-Kontinente-Meisterschaften.
In den folgenden Jahren nahm das Eistanzpaar regelmäßig an Weltmeisterschaften teil, bei denen sie sich um Rang acht platzierten; ihr bestes Ergebnis war der sechste Platz im Jahr 2015. Der zweite Platz bei den kanadischen Meisterschaften 2018 hinter Tessa Virtue und Scott Moir bedeutete auch die Teilnahme an den Olympischen Winterspielen 2018 in Pyeongchang. Nach Rang neun im Kurzprogramm und Rang acht in der Kür bedeutete das für Gilles und Poirier den achten Gesamtrang im Endklassement.
In der Saison 2019/2020 gewannen Gilles und Poirier mit Skate Canada ihren ersten Grand-Prix-Wettbewerb. Außerdem wurden sie zum ersten Mal kanadische Meister im Eistanz. Bei den Vier-Kontinente-Meisterschaften gewannen sie die Silbermedaille.

## Ergebnisse
Zusammen mit Paul Poirier im Eistanz:
| Meisterschaft / Jahr            | 2012    | 2013    | 2014    | 2015    | 2016    | 2017    | 2018    | 2019    | 2020    | 2021    | 2022    | 2023    | 2024    | 2025    |
| ------------------------------- | ------- | ------- | ------- | ------- | ------- | ------- | ------- | ------- | ------- | ------- | ------- | ------- | ------- | ------- |
| Olympische Spiele               |         |         |         |         |         |         | 8.      |         |         |         | 7.      |         |         |         |
| Weltmeisterschaften             |         | 18.     | 8.      | 6.      | 8.      | 8.      | 6.      | 7.      |         | 3.      | 5.      | 3.      | 2.      | 2.      |
| Vier-Kontinente-Meisterschaften |         | 5.      | 2.      | 4.      | 5.      | 6.      |         | 3.      | 2.      |         |         |         | 1.      | 1.      |
| Kanadische Meisterschaften      | 3.      | 2.      | 4.      | 2.      | 2.      | 3.      | 2.      | 2.      | 1.      |         | 1.      |         | 1.      | 1.      |
| Grand-Prix-Wettbewerb           | 2011/12 | 2012/13 | 2013/14 | 2014/15 | 2015/16 | 2016/17 | 2017/18 | 2018/19 | 2019/20 | 2020/21 | 2021/22 | 2022/23 | 2023/24 | 2024/25 |
| Grand-Prix-Finale               |         |         |         | 5.      |         |         |         |         | 5.      |         |         | 1.      | 3.      | 5.      |
| Cup of China                    |         |         |         |         |         |         |         |         |         |         |         |         | 1.      |         |
| Cup of Russia                   |         |         | 6.      |         |         |         | 4.      |         | 2.      |         |         |         |         |         |
| Grand Prix Espoo                |         |         |         |         |         |         |         |         |         |         |         | 1.      |         | 2.      |
| Internationaux de France        |         | 6.      |         | 2.      | 2.      | 3.      |         | 3.      |         |         | 2.      |         |         |         |
| NHK Trophy                      |         |         | 5.      |         |         |         |         |         |         |         |         |         |         |         |
| Skate America                   |         |         |         |         | 3.      |         | 4.      |         |         |         |         |         |         |         |
| Skate Canada                    |         | 4.      |         | 2.      |         | 3.      |         | 3.      | 1.      |         | 1.      | 1.      | 1.      | 1.      |